# Komet CINEOS
Komet CINEOS ali 167P/CINEOS je periodični komet z obhodno dobo okoli 65,1 let.

 Komet pripada Hironovemu tipu kometov .

## Odkritje
Komet je odkrila 10. avgusta 2004 skupina sodelavcev (Andrea Boattini, Fiore De Luise in Andrea Di Paola)  v okviru projekta CINEOS (Campo Imperatore Near Earth Object Survey). Najprej so mislili, da so odkrili asteroid iz skupine kentavrov, zato so mu dali oznako 2004 PY42. Pozneje so W. Romanishin (Univerza v Oklahomi) in S. C. Tegler (Univerza v Severni Arizoni – Northern Arizona University) ugotovili, da se telo obnaša kot komet .
Zaradi tega so ga preimenovali v 167P/CINEOS.